# ميكايلا إيك
ميكايلا إيك (بالسويدية: Michaela Ek)‏ مواليد 1 فبراير 1988 في السويد، هي لاعبة كرة يد سويدية تلعب كجناح أيمن. مثلت منتخب السويد لكرة اليد للسيدات. شاركت في دورة الألعاب الأولمبية الصيفية سنة 2016.

## سجل المنافسة
شاركت في البطولات التالية:
- الألعاب الأولمبية الصيفية 2016

## روابط خارجية
- ميكايلا إيك على موقع الاتحاد الأوروبي لكرة اليد (الإنجليزية)
- ميكايلا إيك على موقع أوليمبيديا (الإنجليزية)
- ميكايلا إيك على موقع اللجنة الأولمبية السويدية (السويدية)